# Ksenia Rázumova
Ksenia Aleksándrovna Rázumova (en ruso: Ксения Александровна Разумова; también transliterado como Xenia Razumova; enero de 1931) es una física rusa que trabaja en Física de plasmas investigando tokamaks desde el principio de esta línea de investigación en fusión.

## Resultados científicos notables
Razumova es conocida sobre todo por sus estudios experimentales en tokamaks
Inspirada por el trabajo teórico de Vitaly Shafranov, Razumova desarrolló un plasma macroscópicamente estable en el tokamak TM-2 en 1963, abriendo el camino hacia el desarrollo del programa de fusión nuclear usando el tokamak como instrumento principal.
Fue pionera en el estudio experimental de inestabilidades MHD y disrupciones en tokamaks.
Implementó por primera vez el método de medida de la energía del plasma basado en el efecto diamagnético. Este método sigue en uso hasta hoy.
Con V. Alikaev, demostraron que se puede calentar el plasma con ondas electromagnéticas resonantes con la frecuencia ciclotrónica del electrón, en el tokamak TM-3. Su equipo también investigó los electrones desbocados, o "runaway electrons", en tokamaks.
Desde los años 1980 se centra en investigar el transporte en el plasma, con particular interés en el estudio de la consistencia de perfiles y los procesos de autoorganización en el plasma

## Premios
- 2017 - El premio Hannes Alfvén de la División de Física de Plasmas de la Sociedad Europea de Física[9]